# Sforza Appiani d'Aragona
Sforza Appiani d'Aragona (Valle 1526-Florència 1581) fou fill de Ferran Appiani d'Aragona. Fou senyor de Valle i Montioni del 1559 a la seva mort el 1581. Casat amb Camilla Gonzaga de Gazzuolo, va tenir 12 fills: Ferran (mort jove), Carles del Piombino, Belisari (mort jove), Juli (mort jove), Horaci (mort jove), Camil conegut per Escipió (cavaller de Malta el 1589, mort a Bari el 1613), Valeri (mort jove), Cèsar (mort jove), Pirros (abat comendatari de San Pietro in Palazzuolo mort a Gaeta el 1617), Lucrècia (morta jove), i Júlia (morta jove). Va tenir també un fill natural de nom Belisari.